# Cascocauda
Cascocauda rong is een pterosauriër, behorende tot de Anurognathidae, die tijdens de Jura leefde in het gebied van het huidige China.

## Vondst en naamgeving
Bij Mutoudeng in de prefectuur Qinglong in Hebei werden in de vroege eenentwintigste eeuw door lokale boeren fossielen van kleine pterosauriërs opgegraven. Via de illegale fossielenhandel werden die uiteindelijk verworven door onderzoekers. Twee daarvan werden in 2019 gemeld in de wetenschappelijke literatuur. Ze werden mogelijke jongen geacht van Jeholopterus of Dendrorhynchoides.
In 2022 werd op basis van een specimen de typesoort Cascocauda rong benoemd en beschreven door Yang Zixiao,  Michael J. Benton; David W.E. Hone, Xu Xing, Maria E. McNamara en Jiang Baoyu. De geslachtsnaam is een combinatie van het Latijn, cascus, 'oeroud', en cauda, 'staart', een verwijzing naar de ouderdom en het feit dat de Batrachognathinae basaal zijn en lange staarten hebben. De soortaanduiding is het Chinees róng (绒), afgeleid van de zegswijze máo róng róng, 'met een pluizig uiterlijk', een verwijzing naar de pluizige vacht met gespleten haarpunten. 
Het holotype NJU-57003 is gevonden in de Daohugoulagen van de Tiaojishanformatie die dateren uit het Callovien tot Oxfordien, de grens van de Middem- en Laat-Jura. Het bestaat uit een vrijwel volledig en in verband liggend skelet met schedel, bewaard op een plaat en tegenplaat. Sommige botten zijn alleen als natuurlijk afgietsel aanwezig. Uitgebreide delen van de lichaamsbeharing zijn nog aanwezig. Het vertegenwoordigt een jong individu. Het fossiel maakt deel uit van de collectie van de Universiteit van Nanjing. Het tweede specimen, CAGS-Z070, werd niet toegewezen.

## Beschrijving
Het holotype van Cascocauda is een vrij klein dier met een vleugelspanwijdte van zo'n halve meter. Het betreft een jong dier en de volwassen grootte kan belangrijk hoger hebben gelegen.
De haren van NJU–57003 tonen ovale melanosomen, organellen met een zwart pigment. Dat werd als bevestiging gezien dat het inderdaad om haren gaat.
Net als andere anurognathiden was Cascocauda een kleine pterosauriër met een korte, brede schedel en 'kikkerachtige' kaken, grote ogen, brede vleugels en een korte staart. Het enige bekende exemplaar heeft een spanwijdte van 434 millimeter, maar dit individu was onvolwassen en waarschijnlijk nog niet uitgegroeid. De schedel is breder dan hij lang is (22,2 millimeter lang tegenover 31,7 millimeter breed) en slecht geconserveerd, hoewel de oplopende delen van de kaak die de neusholte, antorbital fenestra en de oogkas scheiden zichtbaar lijken aan de rechterkant. De tanden waren lang (2,2 tot 2,7 millimeter) en dun (circa 0,5 millimeter in het midden) met gladde oppervlakken en gebogen naar de punten toe, en er waren minstens negentien tanden aanwezig in de bovenkaak.
De meeste wervels zijn platgedrukt of verborgen, maar de nek is zichtbaar kort en er zijn minstens tien ruggenwervels zichtbaar, met korte, brede heiligbeenwervels. Onder de ribbenkast zijn ook drie rijen gastralia bewaard gebleven. De staart is beter bewaard gebleven en relatief lang vergeleken met andere anurognathiden, met een lengte van 42 millimeter en minstens 20 staartwervels. Deze wervels beginnen bij ongeveer 2 millimeter aan de basis van de staart en nemen in lengte toe tot 3,4 millimeter in de buurt van het middenpunt, voordat ze weer korter worden naar de staartpunt toe. De middencaudalen hebben ook lange zygapophyses die de wervels verbinden en lange chevrons, minstens twee keer zo lang als het centrum van de hoofdwervel. Dit is vergelijkbaar met andere Batrachognathinae, zoals Sinomacrops, maar in tegenstelling tot de anurognathinae met kortere staart.
Het schouderblad is iets langer dan het staartbeen met een lengteverhouding van 1,2 en samen vormen ze een V-vorm met een hoek van ongeveer 60 graden. Het opperarmbeen is robuust en heeft een sub-driehoekige deltopectorale kam, in tegenstelling tot andere batrachognathinen. Het is licht gebogen, in tegenstelling tot het rechte spaakbeen en de ellepijp. Het spaakbeen en de ellepijp zijn veel langer dan het opperarmbeen, iets korter dan het eerste kootje (staartbeen) van de vleugelvinger en ongeveer even lang als het tweede kootje. De resterende twee vingerkootjes blijven elk in lengte afnemen. De handwortelbeentjes zijn slecht bewaard gebleven, maar het pteroïde bot is kort, gebogen en stomp aan het uiteinde en de middenhandsbeentjes zijn slechts een kwart van de lengte van het spaakbeen.
De botten van de achterpoot zijn lang en recht, met een kuitbeen dat maar half zo lang is als het scheenbeen. Middenvoetsbeentjes I-IV zijn lang en ongeveer even lang, terwijl de langste teenbeenderen de voorlaatste vingerkootjes voor de klauwen zijn. De vijfde teen, die het cruropatagium tussen de poten ondersteunt, heeft een veel korter en robuuster middenvoetsbeentje, en terwijl het eerste kootje robuust en recht is, is het tweede slank en licht gebogen. De klauwen aan zowel de poten als de vleugels zijn gelijk van vorm en scherp gebogen, maar de vleugelklauwen zijn groter en robuuster.

## Ingewanden en kleuren
Cascocauda was bijna volledig bedekt met een uitgebreide vacht van pelsachtige filamenten die bij pterosauriërs bekend staan als pycnofilamenten. De eerste zijn eenvoudige, gebogen filamenten die in lengte variëren van 3,5 tot 12,8 millimeter lang. Deze filamenten bedekken het grootste deel van het dier, inclusief de kop, nek, lichaam, ledematen en staart. Het tweede type bestaat uit plukjes filamenten die bij de basis samenkomen, vergelijkbaar met de vertakkende donsveren van vogels en andere coelurosaurische dinosauriërs, ongeveer 2,5 tot 8,0 millimeter lang en bedekken alleen de vleugelmembranen. Onderzoek van de bemonsterde pycnofilamenten onthulde de aanwezigheid van microlichamen binnen de filamenten, die lijken op de melanosoompigmenten die zijn geïdentificeerd bij andere fossiele integumenten, met name phaeomelanosomen. Verder toonde infraroodspectrale analyse van deze pycnovezels vergelijkbare absorptiespectra als rood menselijk haar. Deze pycnovezels zorgden waarschijnlijk voor isolatie en hielpen mogelijk bij het stroomlijnen van het lichaam en de vleugels tijdens de vlucht.
De identiteit van deze vertakkende structuren als pycnofibres of veren werd in twijfel getrokken door Unwin & Martill (2020), die ze interpreteerden als samengeklonterde en afgebroken aktinofibrillen - stijve vezels die gevonden werden in het vleugelmembraan van pterosauriërs - en de melanosomen en keratine toeschreven aan huid in plaats van filamenten. Deze beweringen werden weerlegd door Yang en collega's, die beweren dat de interpretaties van Unwin en Martill niet consistent zijn met de bewaring van het exemplaar. Zij stellen namelijk dat de consistente structuur, regelmatige afstand en verlenging van de filamenten voorbij het vleugelmembraan hun identificatie als pycnofibers ondersteunen. Verder stellen ze dat de beperking van melanosomen en keratine tot de vezels, zoals voorkomt in fossiele veren van dinosauriërs, de stelling ondersteunt dat het filamenten zijn en niet consistent is met contaminatie van geconserveerde huid.
Vergeleken met de mantel van pycnofibers zijn de vleugelmembranen (patagia) niet zo goed bewaard gebleven en slechts plaatselijk waarneembaar op het fossiel.

## Fylogenie
NJU-57003 werd in 2018 aanvankelijk beschreven als een anurognathide van onbepaalde soort, hoewel Yang en collega's erkenden dat het exemplaar overeenkomsten vertoonde met Jeholopterus en Dendrorhynchoides uit dezelfde lokale biota, en ze achtten het waarschijnlijk een juveniel van een van deze geslachten. Een latere analyse van hoe de verhoudingen van anurognathiden veranderen door groei (allometrie) door Yang et al. (2022) toonde echter aan dat de verhoudingen van Cascocauda verschilden van alle andere anurognathiden, ongeacht of het juveniel was, en dat het daarom tot een nieuw taxon behoorde. 

Een fylogenetische analyse uitgevoerd in hetzelfde onderzoek vond Cascocauda als lid van de onderfamilie Batrachognathinae in een clade van relatief langstaartige anurognathiden, mogelijk een primitieve eigenschap in vergelijking met de kortstaartige afgeleide anurognathiden. Een vereenvoudigde versie van hun resultaten wordt weergegeven in het onderstaande cladogram:
|  | Cascocauda rong                                                               |
|  |                                                                               |
|  | \| \| Sinomacrops bondei \| \| \| \| \| \| Batrachognathus volans \| \| \| \| |
|  |                                                                               |
|  | Sinomacrops bondei                                                            |
|  |                                                                               |
|  | Batrachognathus volans                                                        |
|  |                                                                               |

|  | Sinomacrops bondei     |
|  |                        |
|  | Batrachognathus volans |
|  |                        |

|  | Vesperopterylus lamadongensis                                            |
|  |                                                                          |
|  | \| \| CAGS-Z070 \| \| \| \| \| \| Jeholopterus ninchengensis \| \| \| \| |
|  |                                                                          |
|  | CAGS-Z070                                                                |
|  |                                                                          |
|  | Jeholopterus ninchengensis                                               |
|  |                                                                          |

|  | CAGS-Z070                  |
|  |                            |
|  | Jeholopterus ninchengensis |
|  |                            |

|  | Vesperopterylus lamadongensis                                            |
|  |                                                                          |
|  | \| \| CAGS-Z070 \| \| \| \| \| \| Jeholopterus ninchengensis \| \| \| \| |
|  |                                                                          |
|  | CAGS-Z070                                                                |
|  |                                                                          |
|  | Jeholopterus ninchengensis                                               |
|  |                                                                          |

|  | CAGS-Z070                  |
|  |                            |
|  | Jeholopterus ninchengensis |
|  |                            |

|  | Vesperopterylus lamadongensis                                            |
|  |                                                                          |
|  | \| \| CAGS-Z070 \| \| \| \| \| \| Jeholopterus ninchengensis \| \| \| \| |
|  |                                                                          |
|  | CAGS-Z070                                                                |
|  |                                                                          |
|  | Jeholopterus ninchengensis                                               |
|  |                                                                          |

|  | CAGS-Z070                  |
|  |                            |
|  | Jeholopterus ninchengensis |
|  |                            |

|  | Vesperopterylus lamadongensis                                            |
|  |                                                                          |
|  | \| \| CAGS-Z070 \| \| \| \| \| \| Jeholopterus ninchengensis \| \| \| \| |
|  |                                                                          |
|  | CAGS-Z070                                                                |
|  |                                                                          |
|  | Jeholopterus ninchengensis                                               |
|  |                                                                          |

|  | CAGS-Z070                  |
|  |                            |
|  | Jeholopterus ninchengensis |
|  |                            |

|  | Vesperopterylus lamadongensis                                            |
|  |                                                                          |
|  | \| \| CAGS-Z070 \| \| \| \| \| \| Jeholopterus ninchengensis \| \| \| \| |
|  |                                                                          |
|  | CAGS-Z070                                                                |
|  |                                                                          |
|  | Jeholopterus ninchengensis                                               |
|  |                                                                          |

|  | CAGS-Z070                  |
|  |                            |
|  | Jeholopterus ninchengensis |
|  |                            |

|  | Vesperopterylus lamadongensis                                            |
|  |                                                                          |
|  | \| \| CAGS-Z070 \| \| \| \| \| \| Jeholopterus ninchengensis \| \| \| \| |
|  |                                                                          |
|  | CAGS-Z070                                                                |
|  |                                                                          |
|  | Jeholopterus ninchengensis                                               |
|  |                                                                          |

|  | CAGS-Z070                  |
|  |                            |
|  | Jeholopterus ninchengensis |
|  |                            |

|  | Vesperopterylus lamadongensis                                            |
|  |                                                                          |
|  | \| \| CAGS-Z070 \| \| \| \| \| \| Jeholopterus ninchengensis \| \| \| \| |
|  |                                                                          |
|  | CAGS-Z070                                                                |
|  |                                                                          |
|  | Jeholopterus ninchengensis                                               |
|  |                                                                          |

|  | CAGS-Z070                  |
|  |                            |
|  | Jeholopterus ninchengensis |
|  |                            |

|  | Vesperopterylus lamadongensis                                            |
|  |                                                                          |
|  | \| \| CAGS-Z070 \| \| \| \| \| \| Jeholopterus ninchengensis \| \| \| \| |
|  |                                                                          |
|  | CAGS-Z070                                                                |
|  |                                                                          |
|  | Jeholopterus ninchengensis                                               |
|  |                                                                          |

|  | CAGS-Z070                  |
|  |                            |
|  | Jeholopterus ninchengensis |
|  |                            |

|  | Cascocauda rong                                                               |
|  |                                                                               |
|  | \| \| Sinomacrops bondei \| \| \| \| \| \| Batrachognathus volans \| \| \| \| |
|  |                                                                               |
|  | Sinomacrops bondei                                                            |
|  |                                                                               |
|  | Batrachognathus volans                                                        |
|  |                                                                               |

|  | Sinomacrops bondei     |
|  |                        |
|  | Batrachognathus volans |
|  |                        |

|  | Vesperopterylus lamadongensis                                            |
|  |                                                                          |
|  | \| \| CAGS-Z070 \| \| \| \| \| \| Jeholopterus ninchengensis \| \| \| \| |
|  |                                                                          |
|  | CAGS-Z070                                                                |
|  |                                                                          |
|  | Jeholopterus ninchengensis                                               |
|  |                                                                          |

|  | CAGS-Z070                  |
|  |                            |
|  | Jeholopterus ninchengensis |
|  |                            |

|  | Vesperopterylus lamadongensis                                            |
|  |                                                                          |
|  | \| \| CAGS-Z070 \| \| \| \| \| \| Jeholopterus ninchengensis \| \| \| \| |
|  |                                                                          |
|  | CAGS-Z070                                                                |
|  |                                                                          |
|  | Jeholopterus ninchengensis                                               |
|  |                                                                          |

|  | CAGS-Z070                  |
|  |                            |
|  | Jeholopterus ninchengensis |
|  |                            |

|  | Vesperopterylus lamadongensis                                            |
|  |                                                                          |
|  | \| \| CAGS-Z070 \| \| \| \| \| \| Jeholopterus ninchengensis \| \| \| \| |
|  |                                                                          |
|  | CAGS-Z070                                                                |
|  |                                                                          |
|  | Jeholopterus ninchengensis                                               |
|  |                                                                          |

|  | CAGS-Z070                  |
|  |                            |
|  | Jeholopterus ninchengensis |
|  |                            |

|  | Vesperopterylus lamadongensis                                            |
|  |                                                                          |
|  | \| \| CAGS-Z070 \| \| \| \| \| \| Jeholopterus ninchengensis \| \| \| \| |
|  |                                                                          |
|  | CAGS-Z070                                                                |
|  |                                                                          |
|  | Jeholopterus ninchengensis                                               |
|  |                                                                          |

|  | CAGS-Z070                  |
|  |                            |
|  | Jeholopterus ninchengensis |
|  |                            |

|  | Vesperopterylus lamadongensis                                            |
|  |                                                                          |
|  | \| \| CAGS-Z070 \| \| \| \| \| \| Jeholopterus ninchengensis \| \| \| \| |
|  |                                                                          |
|  | CAGS-Z070                                                                |
|  |                                                                          |
|  | Jeholopterus ninchengensis                                               |
|  |                                                                          |

|  | CAGS-Z070                  |
|  |                            |
|  | Jeholopterus ninchengensis |
|  |                            |

|  | Vesperopterylus lamadongensis                                            |
|  |                                                                          |
|  | \| \| CAGS-Z070 \| \| \| \| \| \| Jeholopterus ninchengensis \| \| \| \| |
|  |                                                                          |
|  | CAGS-Z070                                                                |
|  |                                                                          |
|  | Jeholopterus ninchengensis                                               |
|  |                                                                          |

|  | CAGS-Z070                  |
|  |                            |
|  | Jeholopterus ninchengensis |
|  |                            |

|  | Vesperopterylus lamadongensis                                            |
|  |                                                                          |
|  | \| \| CAGS-Z070 \| \| \| \| \| \| Jeholopterus ninchengensis \| \| \| \| |
|  |                                                                          |
|  | CAGS-Z070                                                                |
|  |                                                                          |
|  | Jeholopterus ninchengensis                                               |
|  |                                                                          |

|  | CAGS-Z070                  |
|  |                            |
|  | Jeholopterus ninchengensis |
|  |                            |

|  | Vesperopterylus lamadongensis                                            |
|  |                                                                          |
|  | \| \| CAGS-Z070 \| \| \| \| \| \| Jeholopterus ninchengensis \| \| \| \| |
|  |                                                                          |
|  | CAGS-Z070                                                                |
|  |                                                                          |
|  | Jeholopterus ninchengensis                                               |
|  |                                                                          |

|  | CAGS-Z070                  |
|  |                            |
|  | Jeholopterus ninchengensis |
|  |                            |

## Paleobiologie
Van het enige bekende exemplaar van Cascocauda wordt aangenomen dat het een juveniel exemplaar is, gebaseerd op kenmerken van het skelet die wijzen op onvolgroeidheid. Met name de gewrichtsbeenderen zoals de carpalen in de vleugel en het schouderblad en de coracoïde van de schouder zijn niet vergroeid en de gewrichtsoppervlakken van de ledematen zijn ruw en gegroefd, wat duidt op een onvolledige botgroei. Op basis van het allometrische groeipatroon wordt gesuggereerd dat anurognathiden zoals Cascocauda gedurende hun hele leven weinig verandering hadden in hun levensstijl als vliegende boombewonende insecteneters, die mogelijk prooien van consistente grootte consumeerden, en dat de ontogenetisch consistente levensstijl de plesiomorfe kenmerken zou hebben behouden als juveniele tot latere ontogenese.